# Aus der Industrie Dänemarks
Aus der Industrie Dänemarks er en dansk dokumentarfilm fra 1942.
Med baggrund i Danmarks industriudvikling fra 1840 til 1940 lægges hovedvægten på udviklingen i tiden efter 1940.